# Мапірі
Мапірі (ісп. Mapiri) — місто на заході Болівії у департаменті Ла-Пас. Населення — 21 805 осіб на 2024 рік.

## Географія
Лежить у центральній частині департаменту на однойменній річці.

### Клімат
Місто знаходиться у зоні, котра характеризується кліматом тропічних саван. Найтепліший місяць — грудень із середньою температурою 23.5 °C (74.3 °F). Найхолодніший місяць — червень, із середньою температурою 19.9 °С (67.8 °F).
| Клімат Мапірі           | Клімат Мапірі | Клімат Мапірі | Клімат Мапірі | Клімат Мапірі | Клімат Мапірі | Клімат Мапірі | Клімат Мапірі | Клімат Мапірі | Клімат Мапірі | Клімат Мапірі | Клімат Мапірі | Клімат Мапірі | Клімат Мапірі |
| Показник                | Січ.          | Лют.          | Бер.          | Квіт.         | Трав.         | Черв.         | Лип.          | Серп.         | Вер.          | Жовт.         | Лист.         | Груд.         | Рік           |
| Середній максимум, °C   | 26,9          | 26,9          | 26,8          | 26,6          | 25,6          | 24,5          | 24,5          | 26,2          | 27,3          | 27,5          | 27,7          | 27,4          | 26,5          |
| Середня температура, °C | 23,2          | 23,1          | 23,2          | 22,3          | 21,2          | 19,9          | 19,9          | 20,9          | 22,1          | 23,1          | 23,4          | 23,5          | 22,2          |
| Середній мінімум, °C    | 17,9          | 17,8          | 17,5          | 16,6          | 15,5          | 14,4          | 14            | 15,2          | 16            | 17            | 17,6          | 17,5          | 16,4          |
| Норма опадів, мм        | 217.7         | 212.8         | 180.6         | 115.6         | 69.8          | 47.3          | 37.2          | 56.3          | 85.4          | 124           | 153.5         | 229.7         | 1529.9        |
| Днів з опадами          | 13,3          | 14,2          | 10,6          | 6,1           | 3,5           | 1,6           | 1,4           | 2,3           | 4,7           | 6,4           | 8,4           | 11,3          | 83,8          |
| Вологість повітря, %    | 73.3          | 74.6          | 73.9          | 71.3          | 68            | 66.8          | 64.9          | 63.2          | 63            | 65.7          | 66.8          | 70.9          | 68.5          |
| ----------------------- | ------------- | ------------- | ------------- | ------------- | ------------- | ------------- | ------------- | ------------- | ------------- | ------------- | ------------- | ------------- | ------------- |
| Джерело: Weatherbase    |               |               |               |               |               |               |               |               |               |               |               |               |               |